# 4767 Sutoku
4767 Sutoku је астероид главног астероидног појаса чија средња удаљеност од Сунца износи 2,690 астрономских јединица (АЈ).
Апсолутна магнитуда астероида је 12,8.